# Patria XA-360 AMV

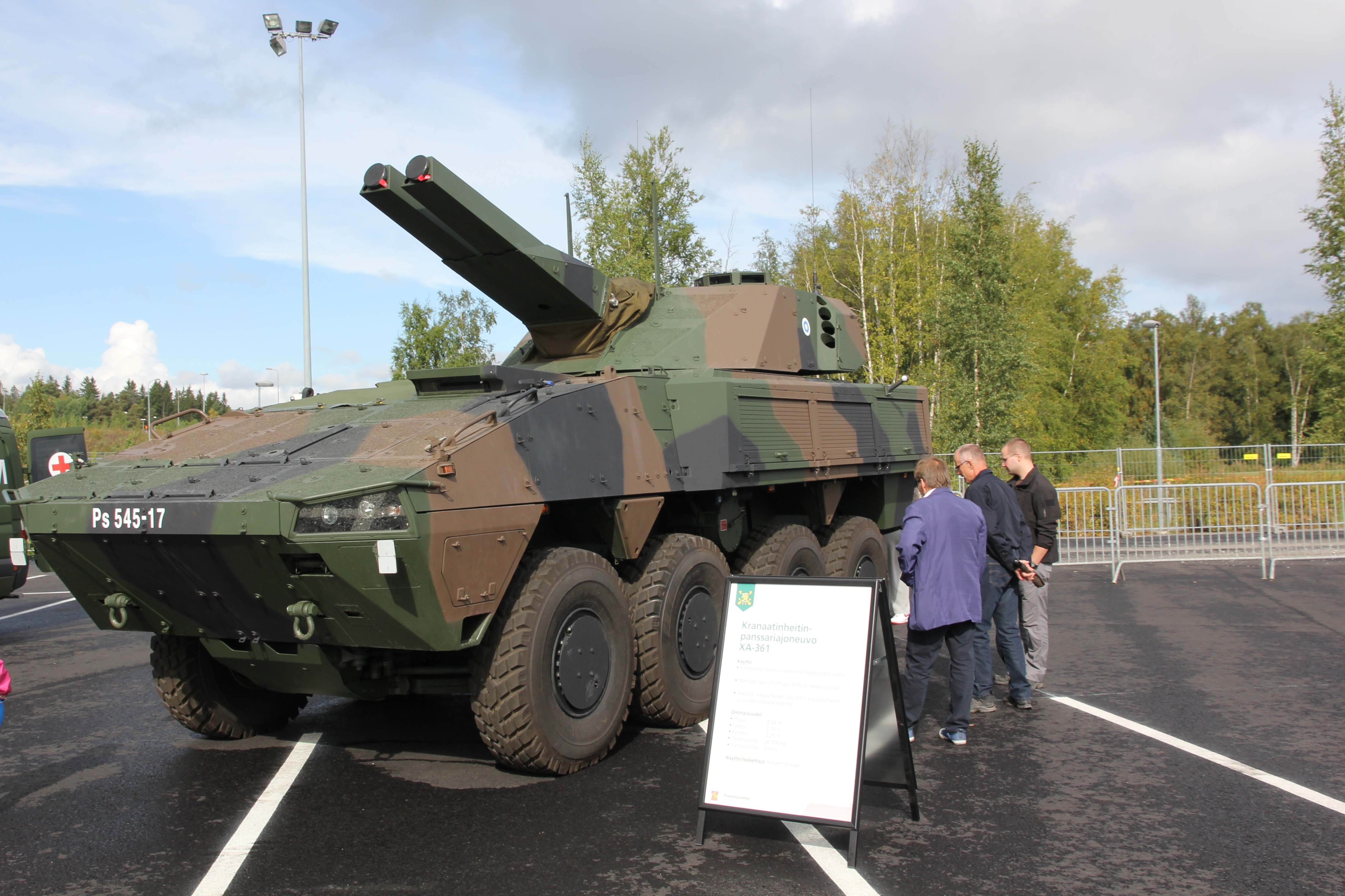
Finsk Patria AMV XA-361 AMOS.

Patria AMV (engelska: Armored Modular Vehicle, "Pansrat Modulärt Fordon"), i Sveriges försvarsmakt benämnd pansarterrängbil 360, är ett militärt splitterskyddat terränggående hjulfordon med modulärt mångfunktionellt transportutrymme och allhjulsdrift (8×8) som tillverkas av den finländska försvarsmaterielkoncernen Patria. Det tongivande inslaget hos AMV är den modulära designen, som möjliggör införlivandet av olika torn, vapen, sensorer eller kommunikationssystem på en och samma vagnmodell. Fordonet konstrueras i olika versioner för olika ändamål, som pansarterrängvagn, motoriserat infanteri, mobila sambandscentraler, ambulanstjänst och olika eldunderstödsversioner beväpnade med grovkalibrig kulspruta och granatkastare. Fordonet har ett mycket bra skydd mot minor och tål explosioner upp till 10 kg (22 lb) TNT. AMV:n har pansar på upp till 30 mm frontalt. En annan viktig egenskap är mycket god rörlighet (som kombinerar snabbhet, smidighet och komfort) i svår terräng, vilket möjliggörs genom sofistikerad men robust hydraulisk fjädring som justerar varje hjul individuellt.

## Historik
AMV-fordonet härstammar från en undersökning om olika bepansrade fordonskoncept som gjordes av den finska arméns högkvarter år 1995. Under 1996 började Patria att utveckla olika konceptfordon och fann att ett 8×8-fordon var det mest lämpade som ersättning för 6×6 XA-vagnen, även kallad för ”Pasi”. Finlands försvarsmakt beställde en officiell konceptstudie 1999, vilken blev klar år 2000. Patria har fortsatt att utveckla fordonet och den första AMV-prototypen var klar för test i november 2001. Två utvärderingsfordon beställdes av Finlands Försvarsmakt i december 2001 och levererades 2003. Senare samma år beställdes 24 Patria AMV utrustade med systemet granatkastarsystemet AMOS för leverans 2006–2009. Finska Försvarsmakten sade också att de ville beställa några hundra fordon utrustade med fjärrstyrd vapenstation och placerade senare en order på 62 fordon. I december 2002 lade det polska försvarsministeriet en order på 690 fordon, vilket gjorde Patria till den ledande tillverkaren av mekaniserade infanterifordon mellan 15 och 27 ton i Europa. Senare affärer gjordes över hela Europa, i Sydafrika och Förenade Arabemiraten. År 2004 blev Patria AMV det första 4:e generationens stridsfordon i sitt slag att gå in serieproduktion.
Fordonets konstruktion byggde på en oavbruten tidigare produktion samt erfarenheterna från Patrias XA-serie samt kundernas feedback på Pasi-fordonet. AMV:n blev först helt konstruerad i 3D-virtuella miljöer och framgångsrik testning av prototypen visade att fordonet uppfyllde alla förväntningar. Fordonet var ursprungligen konstruerat i versioner med hjuluppställningarna 6×6, 8×8 och 10×10 men versionen med 10×10 drogs senare in.

### Första varianterna
Patria AMV erbjuds i tre varianter: AMV, AMV System Platform och AMV heavy weapon platform.
- AMV är den grundläggande modellen och kan användas som bland annat trupptransportfordon, ledningsfordon, ambulans, spaningsfordon, eldunderstödsfordon (med Patria AMOS), eldledningsfordon, pansarvärnsfordon med pansarvärnsrobot och stridsfordon. Den finns även i en förlängd version med större intern volym.
- AMV System Platform har fått ett större och högre bakre utrymme vilket ger mer utrymme för till exempel stabsfordon eller större ambulans- och verkstadsfordon.
- AMV heavy weapon platform har ett förstärkt skrov för att kunna utrustas med till exempel AMOS eller grövre kanoner.

### Patria AMVXP
År 2013 lanserade Patria en ny version, Patria AMVXP, där XP står för Extra Payload, Extra Performance and Extra Protection.

## Beställningar

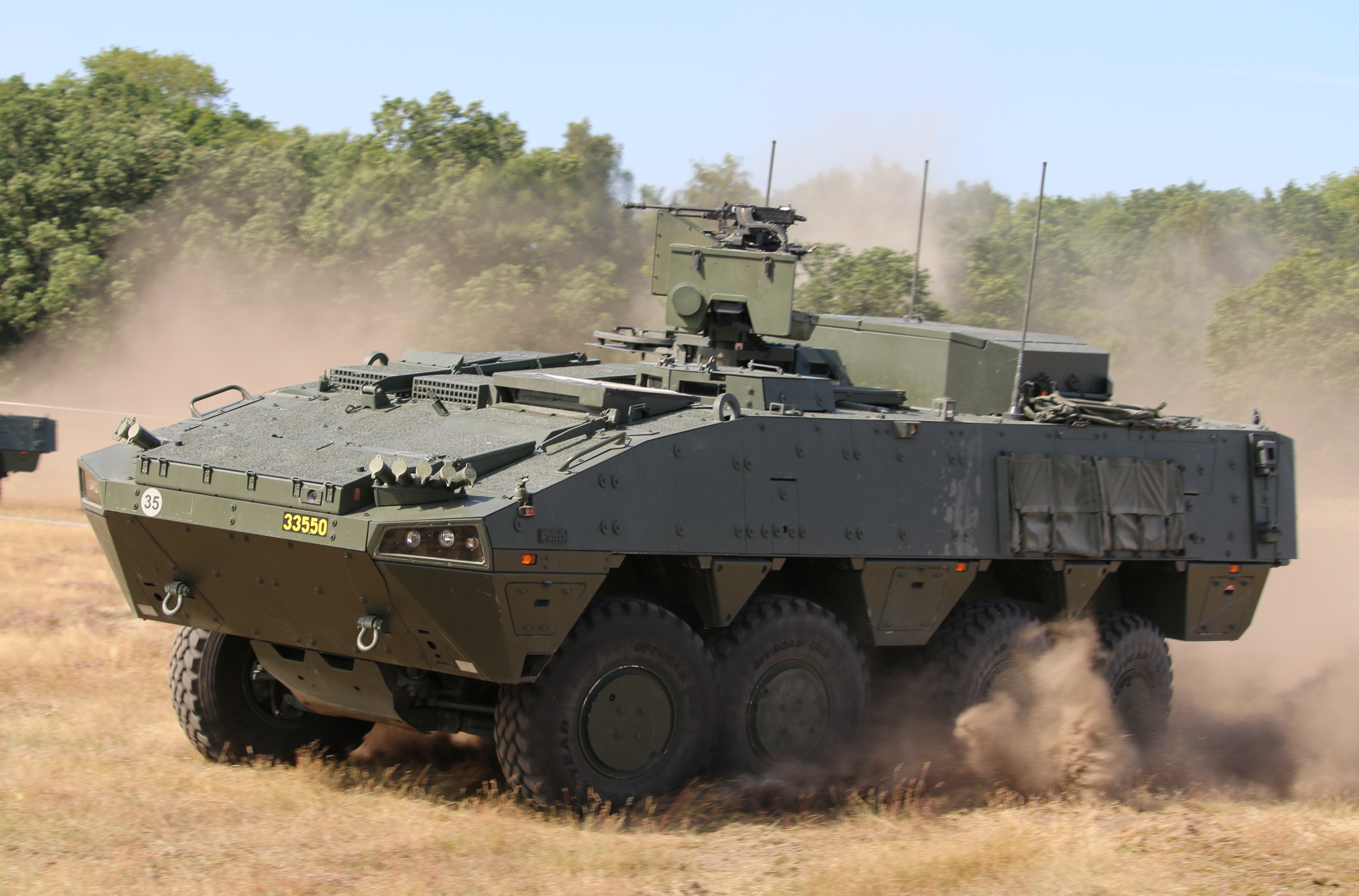
Patria XA-360 AMV Pansarterrängbil 360 under förflyttning i Sverige.

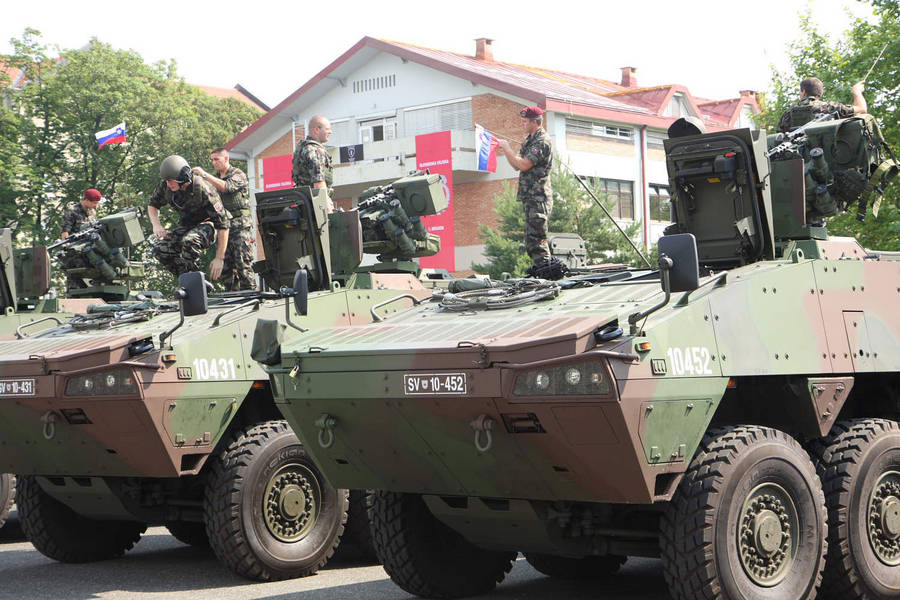
Patria XA-360 AMV i Maribor, Slovenien.

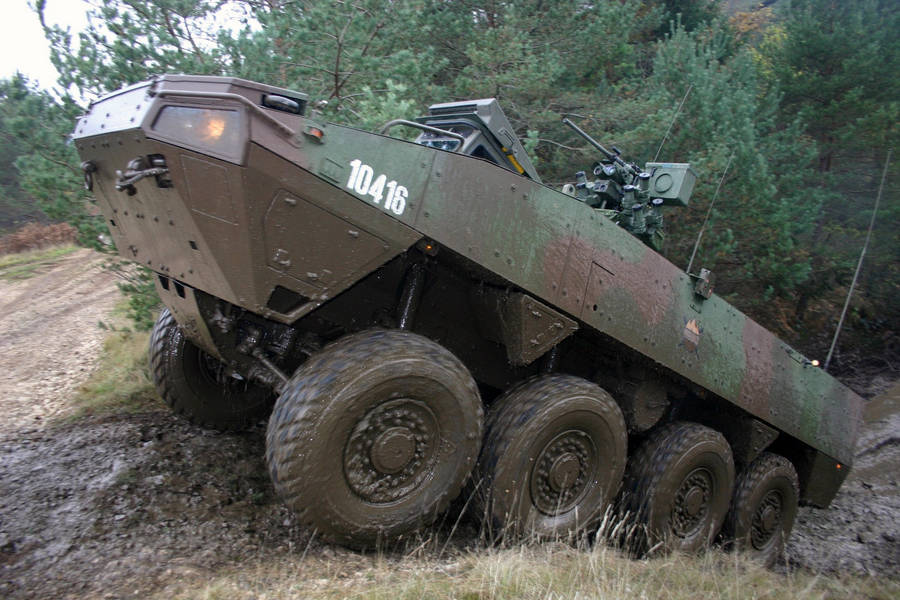
Patria XA-360 AMV i Slovenien.

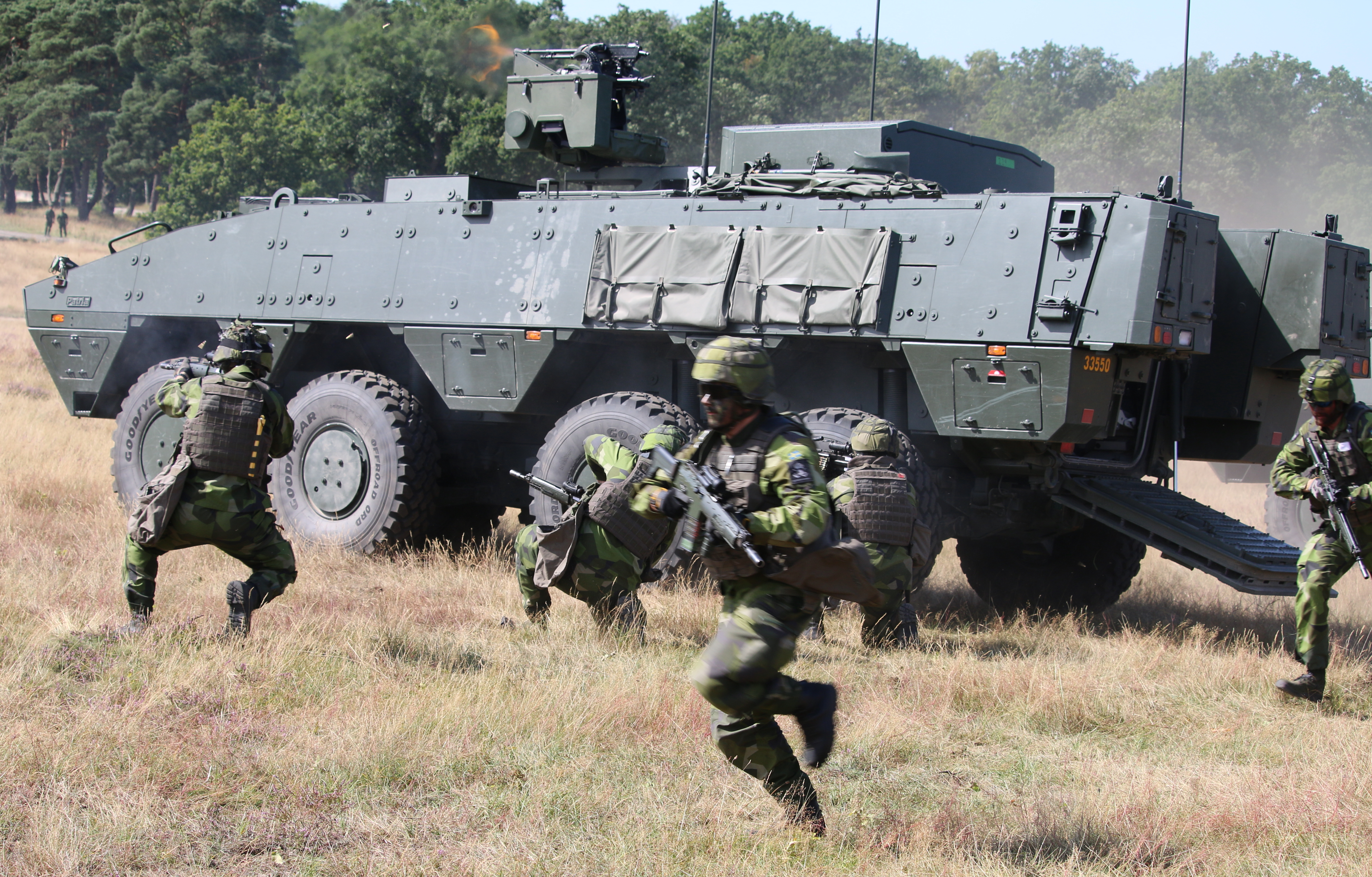
Pansarterrängbil 360 vid stridsuppvisning i Sverige.

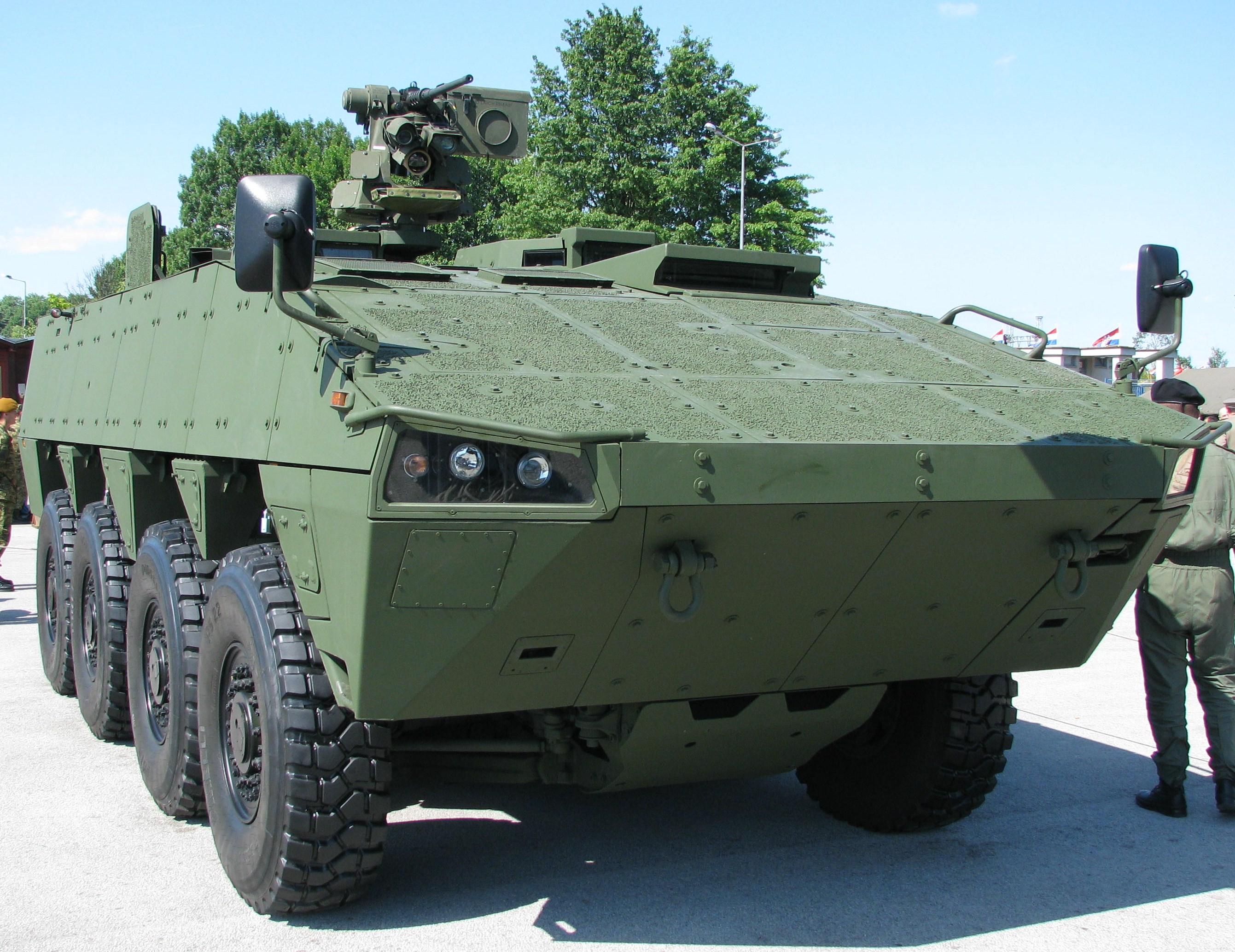
Patria XA-360 AMV i Kroatien.

Polens militär har beställt 313 AMV med det italienska kanontornet Oto Melara 30 mm och 377 AMV i olika andra versioner som ska levereras mellan 2004 och 2013. Den polska beteckningen är KTO Rosomak (Kołowy Transporter Opancerzony Rosomak, hjulburen pansarterrängbil Järven). Den polska Patria AMV-varianten har något avskalad bepansring och vikt för att vara amfibisk och kunna transporteras med ett C-130 Hercules transportplan. Denna idé övergavs efter analyser av kriget i Irak 2003 och de fordon som har skickats till Afghanistan är utrustade med tilläggspansar. År 2013 beställdes ytterligare 307 fordon varav 122 stridsfordon med ett nytt torn. I januari 2015 beställde Polen ytterligare 200 fordon. Totalt hade Polen år 2019 beställt 977 fordon.
Den finska armén har beställt 62 AMV utrustade med det fjärrstyrda vapensystemet Protector M151 för 12,7 mm M2HB tung kulspruta eller GMG granatspruta och 24 Patria AMV försedda med AMOS granatkastarsystem. Standardversionen kallas XA-360 i finska armén medan AMOS-versionen kallas XA-361.
I juni 2006 förklarade det slovenska försvarsministeriet att Patria AMV har valts som försvarsmaktens nya pansarfordon. Patria skulle leverera 135 fordon, en del utrustade med Patria NEMO granatkastare, några med fjärrstyrd vapenstation typ Elbit 30 mm och resten med Kongsberg Protector vapenstation. Efter att den militära budgeten skars ner på grund av finanskrisen 2009 är det sannolikt att kontraktet på 135 fordon kommer att ändras till en leverans av färre fordon med bättre beväpning (30 mm). Den slovenska varianten kallas SKOV 8×8 Svarun.
I maj 2007 fick sydafrikanska Denel Land Systems uppdraget att bygga en version av Patria AMV, med en hög nivå av ballistiskt skydd och skydd mot minor för den sydafrikanska försvarsmakten. Den sydafrikanska varianten Badger är utrustad med ett bottenpansar från Land Mobility Technologies (LMT) och Denel Land Systems's Modular Combat Turret (MCT). AMV-fordonet kommer att ersätta sydafrikanska Ratels som en del av "Program Hoefyster" (Hästsko). Fem olika versioner ingår: stridsledning, granatkastare, pansarvärnsrobot, trupptransport och eldledning.
I juli 2007 valde det kroatiska försvarsministeriet Patria AMV som försvarsmaktens nya pansarfordon via den första internationella försvarsupphandlingen i landets historia. 84 AMV kommer att levereras. Ursprungligen planerades ett köp av 84 8×8-fordon och 42 6×6-fordon. Det kroatiska försvarsministeriet godkände inköp av 84 Patria AMV 8×8-fordon, medan 6×6-konfigurationen skrotades, och de återstående 42 fordonen blev 8×8. Köpet av 42 resterande AMV gjordes i december 2008. På grund av finanskrisen ändrades överenskommelsen något i april 2010. Det fanns ett förslag om att halvera ordern, men slutligen kvarstod samtliga 126 fordon. För att minska kostnaden kommer de dyraste varianterna som de med granatkastarsystemet NEMO eller ingenjörsenheter troligen att ersättas av billigare fordon. Å andra sidan kommer produktionen att påskyndas och alla fordon ska levereras i slutet av 2012.
Makedoniens regering meddelade år 2006 att man kommer att anskaffa samma typ som den kroatiska militären väljer efter sina tester 2007 eftersom det är billigare än att genomföra egna tester. Konfigurationen av Patrias fordon, som till slut vann tävlingen, kommer att vara ungefär desamma som i Slovenien men troligen i lägre antal. Ett avtal har inte publicerats.
I januari 2008 meddelade Patria att Förenade Arabemiratens försvarsmakt hade beställt AMV. Vissa av dessa fordon kommer att utrustas med Patria Nemo-torn medan andra kommer att utrustas med BMP-3-torn och har därför ändrats något, bland annat genom att skrovet gjorts 0,4 m längre. Den kan transportera lika många soldater som den ursprungliga AMV-modellen. I januari 2016 beställde Förenade Arabemiraten 40 fordon med en option på ytterligare 50. Fordonen levererades från Patrias produktionslinje i Polen i juni 2016.
Den 30 januari 2008 meddelades att Patria har erbjudit sig att leverera 30 AMV inom fyra månader från beställning om den tjeckiska armén väljer AMV som sitt nästa trupptransportfordon. Den tjeckiska armén hade tidigare valt den österrikiska Steyr Pandur men den tjeckiska regeringen drog sig ur affären i slutet av 2007, med hänvisning till Steyrs underlåtenhet att uppfylla de åtaganden som följer av avtalet.
Patria och Lockheed Martin samarbetade om den amerikanska Marinkårens MPC (Marine Personnel Carrier) som ska ersätta LAV. USMC (United States Marine Corps)|Marinkåren planerar att beställa 600 MPC-fordon. Prövning av anbud kommer att ske under det andra kvartalet 2008, och Marinkåren kommer att utvärdera de olika konkurrenterna efter detta. Patria levererar AMV 8×8-fordonet. Lockheed Martin Systems Integration är ansvarig för MPC-erbjudandet samt systemintegration, systemöverlevnadsförmåga, produktionen i USA samt nätverk och logistik. Samarbetet avslutades senare och Lockheed Martin erbjöd ett eget fordon i juli 2015.
I november 2017 blev Slovakien första land att beställa AMV XP för att ersätta sina BVP-1 och BVP-2 i ett samarbete med Finland.

## Stridserfarenhet
Den polska kontingenten i Afghanistan, som är en del av ISAF (International Security Assistance Force), har 35 stycken KTO Rosomak (inklusive 5 medivac) i Afghanistan sedan 2007. Fordonen är utrustade med extra stålkompositpansar. I början av 2008 blev en Rosomak (versionen med uppgraderat pansar) attackerade av talibaner. Fordonet träffades av tre RPG-7-granater men lyckades besvara elden och återvända till basen på egen hand. I juni 2008 blev en annan Rosomak attackerad av talibaner och träffades i sitt frontpansar av en RPG-raket. Pansaret penetrerades ej. Rosomaks har också blivit attackerade av minor och spränganordningar men inga fordon har förstörts. De polska Rosomak fruktas av talibanerna, som kallar dem den "gröna demonen" ("The Green Demon"), på grund av sin gröna målning, och enligt vissa underrättelserapporter tenderar de att avbryta sina angrepp när AMV Rosomak är närvarande.
I EU-insatsen i Tchad (2007-nu), European Union Force Chad/CAR, har 16 KTO Rosomaks använts.
Förenade Arabemiraten har använt Patria AMV i den saudiarabiskledda interventionen i Jemen

## Användare

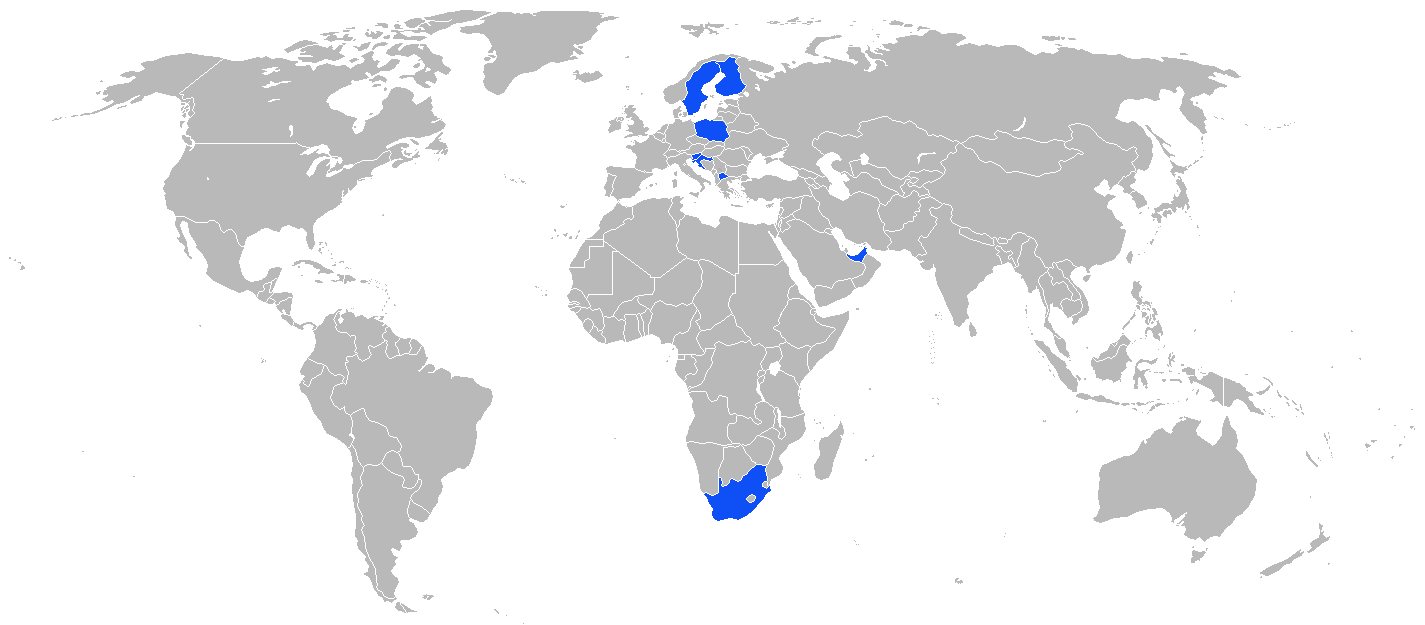
Användare av Patria AMV.

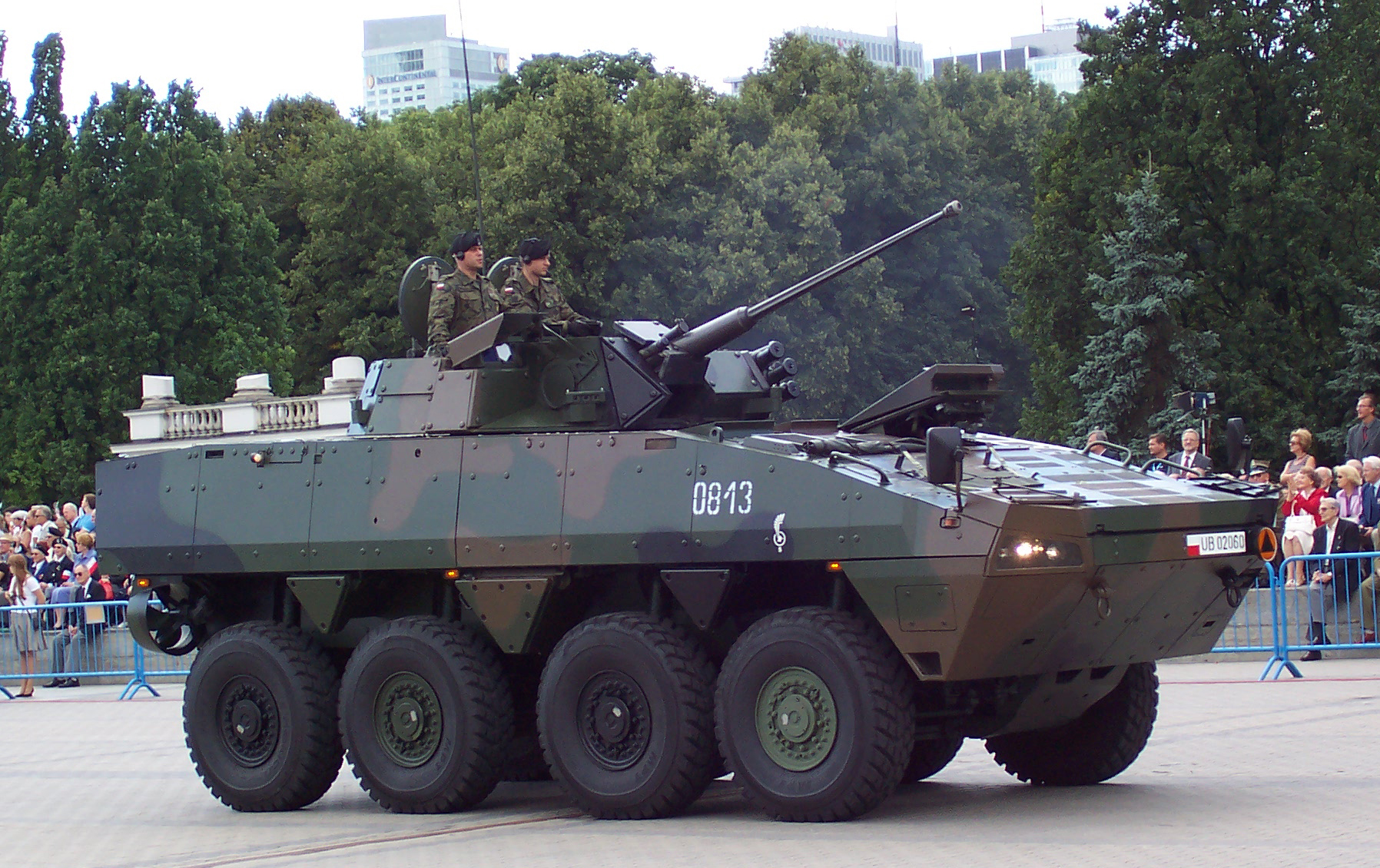
Patria AMV från polska armén.

KroatienKroatiska armén har 126 fordon i tjänst, 84 beställdes 2007 och ytterligare 42 i december 2008. De första fyra fordonen levererades i december 2008. På grund av en minskning av den militära budgeten, ändrades ordern något i april 2010, men det totala antalet 126 enheter förblev oförändrat. Alla fordon skall levereras i slutet av 2012.
 FinlandFinska armén har 62 standard trupptransportfordon utrustade med Kongsbergs torn och 24 hjulburna AMV-fordon utrustade med AMOS granatkastarsystem.
 PolenPolska armén har 895 trupptransportfordon och stridsfordon med simförmåga. Leveranserna av fordonet skall vara klar till 2018.
 SlovenienSlovenska armén gjorde en första beställning av 135 stridsfordon, av vilka 12 kommer att utrustas med NEMO granatkastare. På grund av en minskning av den militära budgeten är ett nytt kontrakt för färre fordon under utvärdering.
 SlovakienSlovakiska armén har beställt 81 AMV XP som levereras mellan 2018 och 2024. 
 SydafrikaSydafrikanska armén har beställt 264 fordon i fem versioner: trupptransportfordon, stridsledningsfordon, eldledningsfordon, granatkastarfordon och pansarvärnsfordon.
 Förenade arabemiratenFörenade Arabemiratens armé har beställt ett första utvärderingsparti om 15 fordon.
 SverigeSverige beställde 113 fordon 2009 med en option för ytterligare lika många , men efter ett överklagande beslöt länsrätten i Stockholm att upphandlingen skulle göras om. Den 13 augusti 2010 meddelade Försvarets materielverk (FMV) att Patria AMV vunnit den nya upphandlingen, framför bland annat Hägglunds modell Alligator. I avtalet ingick även en industrisamverkan på 100 procent. Bland annat levererades motorerna av Scania, pansarstål av SSAB och skydd av Åkers Krutbruk Protection AB. Totalt rör det sig om 113 fordon med ett beställningsvärde på cirka 2,5 miljarder kr som levererades från 2012 och var operativa i Armén från 2014. Vidare finns det även en option på ytterligare 113 fordon. Dock stoppade Förvaltningsrätten i Stockholm affären tillfälligt den 23 augusti 2010, efter att schweiziska MOWAG lämnat in en överklagan. Det första fordonet levererades den 5 mars 2013.